# Rájov (panský dvůr)
Rájov je zaniklý panský dvůr, který se nacházel mezi obcemi Ždírec a Chocenice v okrese Plzeň-jih, nedaleko Chocenické velké skály.
Starý dřevěný dvůr Rájov stál nedaleko osady Hladomří. Byl však opuštěn za účelem vystavění kamenného dvora zhruba 2 kilometry jižněji. Nový panský dvůr byl založen na pozemcích zaniklé vesnice Šimína pravděpodobně v roce 1775, avšak již o 38 let později, v roce 1813, byl zrušen a okolí zalesněno.
Archeologickým výzkumem je doložena budova chléva, sýpky, ohraničený výběh s napajedlem pro dobytek a studny. Celý areál ohraničovala kamenná zídka se dvěma vjezdy. V okolí jsou známky po těžbě kamene (pravděpodobně určeného ke stavbě objektů v areálu), nedaleko také po těžbě železné rudy, které jsou starší datace, a uranu, které jsou novější (50. léta 20. století).